# 洞北村
洞北村（くききたむら）は、1889年4月1日から1908年2月15日まで福岡県遠賀郡にあった村。現在の北九州市若松区の一部にあたる。

## 地理
若松半島の西部に位置し、北は響灘、南は洞海湾に面していた。

## 歴史
- 1889年（明治22年）4月1日 - 遠賀郡畠田村、頓田村、小竹村、安屋村、竹並村、二島村の一部（片山）が合併し洞北村が設立[1][2]。
- 1908年（明治41年）2月15日 - 遠賀郡江川村と合併し島郷村を新設して消滅[1][2]。